# Horacio Ernesto Benites Astoul
Horacio Ernesto Benites Astoul (* 3. November 1933 in Buenos Aires, Argentinien; † 25. Mai 2016) war Weihbischof in Buenos Aires.

## Leben
Emilio Bianchi di Cárcano empfing am 22. September 1962 die Priesterweihe für das Erzbistum Buenos Aires.
Papst Johannes Paul II. ernannte ihn am 16. März 1999 zum Weihbischof in Buenos Aires und Titularbischof von Lamzella. Der Erzbischof von Buenos Aires, Jorge Mario Kardinal Bergoglio SJ, spendete ihm am 1. Mai desselben Jahres die Bischofsweihe; Mitkonsekratoren waren die Weihbischöfe in Buenos Aires Mario José Serra und Guillermo Leaden SDB.
Am 1. Dezember 2008 nahm Papst Benedikt XVI. sein aus Altersgründen vorgebrachtes Rücktrittsgesuch an.